# 珠海市第一中学
珠海市第一中学（しゅうかい-し だいいちちゅうがっ）（Zhuhai No.1 High School，ZH1Z）の始まりは1960年に、学校の名称は珠海県香洲漁民中学校、後は珠海県に改名漁業中学、香洲学校と珠海県香洲中学校は、1981年に正式に改名珠海市第一中学。学校の規模の拡大、2000年、学校は初、高校分は学校を実行して、高校部は元学校から転出して、1校2区になる」。2008年3月、市教育局教育発展計画の要求に従い、初、高校生としては学校が分離し、高校部は珠海市第一中学。